# Sjef De Wilde
Pour les articles homonymes, voir De Wilde.
Sjef De Wilde (né le 3 mai 1981 à Duffel) est un coureur cycliste belge, professionnel durant les années 2000 et 2010.

## Palmarès
- 2004
  - Bruxelles-Opwijk
  - Grand Prix de la ville de Grammont
  - 2e de la Wanzele Koerse
- 2005
  - 6e étape du Tour de Lleida
  - 3e étape du Tour de la province d'Anvers
- 2006
  - 2e du Tour de Münster
- 2008
  - 2e de la Coupe Marcel Indekeu